# Panteismo naturalistico
Il panteismo naturalistico è una forma di panteismo che ritiene l'universo (non cosciente e non senziente) come un tutt'uno che si comporta come una singola e interconnessa sostanza naturale. Rispetto a questa concezione, la natura è vista come quello che le altre religioni chiamano Dio ma in un senso non tradizionale e impersonale dove i termini "Natura" e "Dio" sono sinonimi. Per questo il panteismo naturalistico è anche conosciuto come panteismo impersonale e assolutismo impersonale e non riconosce alcuna forma di credenza supernaturalistica.

## Filosofia
Il panteismo naturalistico è attribuito agli insegnamenti di Spinoza, un filosofo olandese di origini ebraiche. Rivelando una forte attitudine scientifica, l'importanza dei lavori di Spinoza non fu completamente compresa se non anni dopo la sua morte. Oggi è considerato uno dei grandi razionalisti della filosofia del diciassettesimo secolo, avendo posto le basi per l'Età dei Lumi.
Spinoza pone le basi del suo sistema filosofico nell'Etica, la sua maggiore opera pubblicata postuma. L'Ethica, originariamente scritta in latino, è presentata geometricamente, con assiomi e definizioni seguite da proposizioni. L'Ethica cerca di utilizzare la logica formale e il ragionamento deduttivo per dimostrare che l'universo è composto da una sostanza singola e interconnessa, con tutti i suoi componenti originati dal Deus sive Natura ("Dio ovvero la Natura"). Spinoza asserisce che questa sostanza è caratterizzata da infiniti attributi di cui pensiero ed estensione sono due, definendo il mondo fisico e quello mentale come uno e medesimo.

## Organizzazioni
Grandi organizzazioni che rappresentano il panteismo sono la Universal Pantheist Society (UPS) e il World Pantheist Movement (WPM). Sebbene la UPS sia la più vecchia delle due, ha diminuito la sua attività in anni recenti. Il WPM (fondato dall'ex vicepresidente della UPS Paul Harrison) d'altra parte si è espanso considerevolmente in virtù della promozione del panteismo scientifico, che i critici affermano essere sostanzialmente null'altro che "ateismo per gli amanti della natura". La critica sembra emergere dal fatto che il panteismo scientifico non è solo naturalistico, ma anche materialistico, con scarsa tolleranza per ogni riferimento alle concezioni teologiche tradizionali. A dispetto della storia delle controversia riguardanti la posizione eterodossa del WPM all'interno della UPS e la sua secessione da quella organizzazione, l'approccio del WPM è venuta incontro a qualche accettazione, anche se i detrattori asseriscono che non può davvero costituire alcuna forma ristretta o autentica di panteismo classico.
Sebbene la Universal Pantheist Society apparentemente accetti panteisti di ogni tipi, in pratica tende alla forma di panteismo moderna (naturalistica). Per comprendere questo, è necessario rimarcare che il concetto teologico con cui il termine "panteismo" fu originalmente inteso a descrivere (l'equivalenza del concetto originale di Dio con la natura) è considerato sostanzialmente obsoleto da molti panteisti naturalistici. Si sostiene spesso che l'intento di tali persone a descriversi come "panteiste" è sostanzialmente teso a identificare se stessi come aderenti della spiritualità naturalistica usando un consolidato termine religioso.

## Critiche e ricezione

### Semantica
Detrattori del panteismo naturalistico asseriscono che esso sia un uso intenzionale scorretto della terminologia e un tentativo di giustificare l'ateismo camuffandolo come panteismo. Affermano che i panteisti naturalistici credono nulla più che nella natura e l'universo e che ogni cosa è Dio, come gli umanisti secolari ritengono che gli esseri umani sono tutti dei. Affermano che i panteisti naturalistici non credono veramente in un dio come gli umanisti secolari, che sono atei ma non aderiscono a una "religione".
Il panteismo naturalistico pone poca enfasi sul concetto di Dio. Questo fa emergere la questione che non sia veramente panteismo, ma qualcosa simile al "naturalismo spirituale" o all'ateismo positivo. Sostanzialmente questi critici chiedono: se rimuovi il concetto di Dio dalla tua filosofia, qual è il proposito di usare il termine "panteismo"? Si accusa che l'etimologia della parola rivela che è usata in modo inappropriato per descrivere una filosofia non teistica. In risposta a queste obiezioni, i panteisti naturalistici sostengono che il prefisso "pan" modifica il suffisso "teismo" fino al punto che il panteismo di fatto ha poco a che fare con il teismo tradizionale.
I critici considerano questo moderno panteismo come semplicemente una forma più reverente e naturalistica di ateismo, giacché la sua inusuale concezione di Dio è vista come qualcosa che porta la definizione tradizionale così lontano da renderla priva di significato. Nella visione di alcuni moderni aderenti, questa obiezione riguardante l'uso del termine storico "panteismo" per l'interpretazione naturalistica è essenzialmente valida e costoro solitamente ammettono che il termine è mantenuto solo per convenienza.
Riconoscendo questo, alcuni panteisti naturalistici riconoscono che il termine in effetti è più appropriato per altre forme spirituali che non per loro stessi ed è in corso attualmente un dibattito sulle possibili alternative per questa visione del mondo.
Un argomento inteso a dimostrare che il termine "panteismo" rimane appropriato per la forma moderna, è che i panteisti contemporanei vedono il termine "Dio" come un sinonimo di "natura". Se la natura è equivalente al concetto teologico di Dio, dire "tutto è Dio" (pan-teismo) è equivalente a dire "tutto è la natura". Di conseguenza, questo è il modo in cui molti panteisti scelgono di vedere il termine "panteismo": tutto è la natura, la natura è tutto. Il panteismo, quindi, è (in questa visione) essenzialmente una forma di spiritualità basata sulla natura piuttosto che su entità soprannaturali come le divinità. Di conseguenza, è largamente accettato che la moderna interpretazione del panteismo è essenzialmente naturalistica e perciò costituisce una forma di spiritualità naturalistica.

### Spiritualità
L'accettazione del panteismo naturalistico è minata dall'esistenza di considerabili disaccordi all'interno della comunità riguardanti l'applicabilità del termine "spiritualità" a una visione del mondo naturalistica. Sebbene una conclusione definitiva non è stata raggiunta, è comunemente accettato che all'interno della cornice panteista, la spiritualità ha senso ed è sostanzialmente intesa come "la relazione umana con il numinoso", come Carl Sagan e altri hanno suggerito. In questo senso, la spiritualità è considerata più come la diretta conoscenza ed esperienza dell'universo.

### Pandeismo
Il Pandeismo è una forma di panteismo naturalistico che sostiene che l'universo è una forza o entità senza coscienza e non senziente che ha concepito e creato l'universo. Nel pandeismo, Dio è diventato incosciente e non senziente diventando l'universo. A parte questa distinzione (e la possibilità che l'universo un giorno ritornerà ad essere Dio), le credenze dei pandeisti sono identiche a quelle dei panteisti scientifici.